# Kirchenwüstung St. Barbara

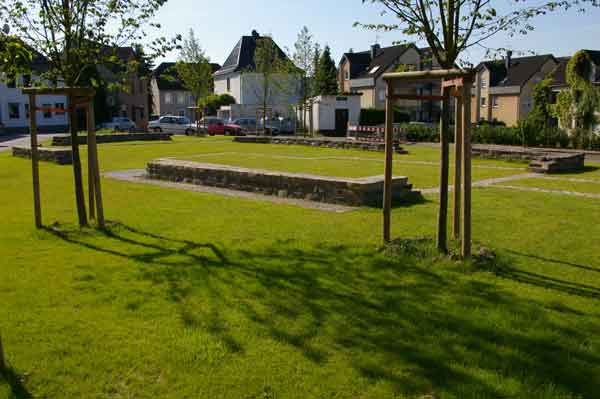
Kirchenwüstung St. Barbara „Alter Markt“

Die Kirchenwüstung St. Barbara in Langenfeld-Reusrath befindet sich auf dem „Alten Markt“ inmitten des Stadtteils.

## Geschichte
Die ehemals hier stehende, aus dem Jahre 1791 stammende Kirche wurde wegen Baufälligkeit im Jahre 1913 abgebrochen. Bereits 1895 wurde als Ersatz für dieses alte Gebäude in rund 300 m Entfernung eine ebenfalls der heiligen Barbara geweihte St. Barbara-Kirche errichtet. Während zu früheren Kirchengebäuden von St.Barbara nichts bekannt wurde, war dagegen durch Quellen die Abhängigkeit der Gemeinde als die einer Filialkirche von St. Aldegundis in Rheindorf nachweisbar. Beide Kirchengemeinden weisen zudem ein Frauenpatrozinium auf, was ihre enge Verflechtung belegt. Da frühere Kirchengebäude und der Beginn einer eigenständigen Gemeinde an St. Barbara in Reusrath im „schriftlosen Dunkel“ des Mittelalters verborgen liegen, wurden im Jahre 2008 Grabungen auf dem Gelände der Wüstung durch das Amt für Bodendenkmalpflege im Rheinland durchgeführt. Neben neuen Erkenntnissen über die Entwicklung der Kirchengemeinde erhoffte man zudem, Näheres über die Gründung Reusraths in Erfahrung zu bringen.

## Bauhistorisches

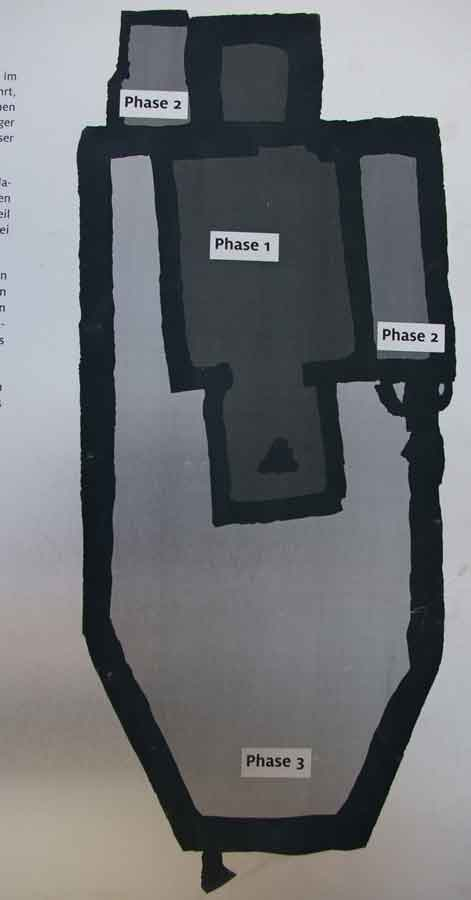
Grundrisse der alten Barbara-Kirchen in Reusrath

Bei den Grabungsarbeiten wurden die Fundamente zweier Kirchen aufgedeckt. Innerhalb der Mauern der größeren, neuzeitlichen Kirche befanden sich die Fundamentreste einer kleineren romanischen Saalkirche, in deren Chor noch Teile des Altarfundamentes identifiziert werden konnten. Folgende Bauphasen wurden ausgemacht:
- Phase 1

Begonnen wurde mit dem Bau einer romanischen Kapelle von 12,60 mal 6,80 m Grundfläche. Diese Kapelle besaß einen quadratischen Chor sowie einen vorgestellten dreistöckigen Turm mit einem Grundmaß von 4,60 mal 4,60 m im Quadrat.
- Phase 2

Diese erste Kirche wurde um ein Seitenschiff von 2,80 m Breite an der Nordseite des Gotteshauses sowie durch einen Anbau an der Südseite (Sakristei oder Taufkapelle?) erweitert.
- Phase 3

Nach Niederlegung der alten Kirche wurde eine wesentlich größere Barockkirche errichtet, die bis 1913 genutzt wurde.
Die bei den Grabungen aufgedeckten Fundamente bestanden aus lokalem Gestein. (Ein Steinbruch ist in Reusrath für Schelthoven nachweisbar.) Handquader aus Tuffgestein in den Fundamenten des jüngeren Kirchengebäudes weisen darauf hin, dass das aufgehende Mauerwerk (Wände der Kirche) der romanischen Saalkirche aus dem gleichen Steinmaterial bestanden haben könnte.
Mehrere – beigabenlose – Bestattungen innerhalb der Fundamentmauern erlauben den Schluss, dass bereits die Saalkirche (erste Kirche) in einem Gräberfeld errichtet wurde. Möglicherweise gleichzeitig mit Errichtung des Turms fand zudem eine Bestattung in dessen Inneren statt. Mauerparallel und durch an dieser Stelle über den Sarg kragende Fundamentsteine wurde ein etwa 50 bis 60 Jahre alter Mann in einem Baumsarg beigesetzt. Die Altersbestimmung mit der Radio-Carbon-Methode gestattete eine Datierung der Grablegung für die Jahre 978 bis 1046 n. Christus. Die Archäologen schlossen daraufhin ein Baudatum der Kirche für um das Jahr 1000.
Damit wurden den Erwartungen auf eine frühere, als bislang angenommene (christliche) Besiedlung Reusraths ein Dämpfer erteilt, zumal von einem hölzernen Vorgängerbau nichts berichtet wurde. Die Bestattungen innerhalb der Saalkirche lassen den Schluss zu, dass die romanische Steinkirche möglicherweise doch nicht das erste Gotteshaus am „Alten Markt“ gewesen sein könnte.
Baumsarg-Bestattungen verweisen oft auf besonders gestellte Personen. Sie sind insbesondere aus dem Bereich des Schamanismus bekannt, wo der Schamane den Baum für seine Grablege zuvor auch selbst bestimmen kann. Allerdings lassen hier die Fundumstände noch keinen Schluss auf einen diesbezüglichen Hintergrund zu.

## Beschreibung der letzten Kirche

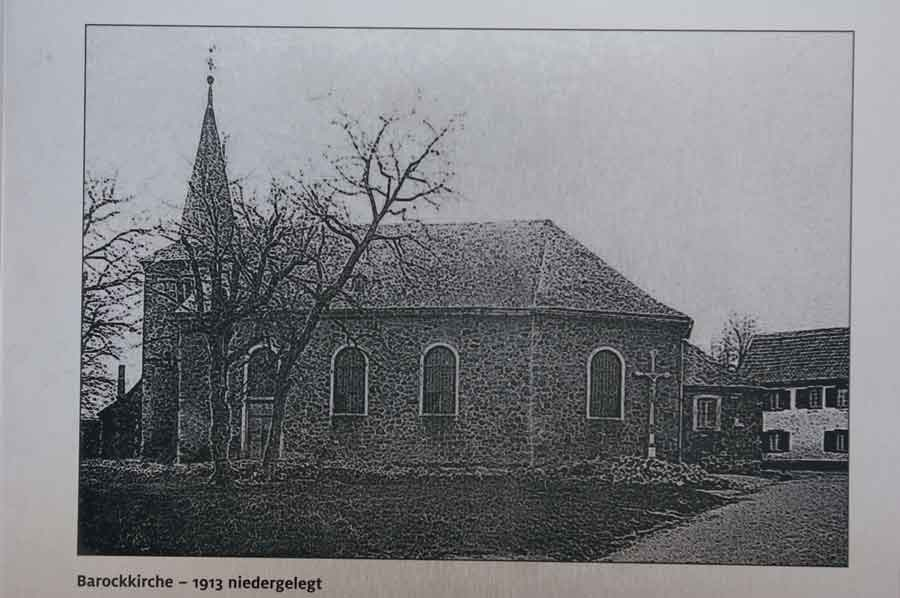
Das mutmaßlich einzige Schwarzweiß-Bild der alten St.Barbara-Kirche am „Alten Markt“

Das schwarz-weiß Bild auf der Informationstafel an der Kirchenwüstung, zeigt die alte Kirche als einen niedrigen, flach gedeckten Bau mit einem kleinen Turm. Mutmaßlich erstmals gezeigt wurde es wohl im Übrigen im Buch Langenfeld 2 des ehemaligen Bürgermeisters und Heimatforschers Friedhelm Görgens. Beschrieben wurde das abgebildete Gotteshaus vom rheinischen Kunsthistoriker Paul Clemen im Jahre 1894 als ein romanischer Bau des 11. Jahrhunderts. Sein nach Westen zeigendes rundbogiges Portal maß 1,20 m. Es führte durch den im Westen angebauten Turm nach dem Langhaus der Kirche hin in einem 2,50 m breiten Bogen. Das Langhaus selbst hatte drei große Fenster auf jeder Seite und der stark verankerte, drei Geschosse messende, viereckige Turm von 4,40 m Seitenlänge verfügte über drei Glocken aus dem 12., 13. und 15. Jahrhundert.